# Béla Barényi
Béla Barényi (Hirtenberg, 1 de março de 1907 — Böblingen, 30 de maio de 1997) foi um engenheiro húngaro-austríaco, reconhecido como pai da segurança passiva em automóveis.
Nasceu em Hirtenberg, próximo a Viena, na época do Império Austro-Húngaro. Seu pai Jenő Berényi (1866–1917) foi um oficial húngaro, professor da academia militar de Bratislava.
Por décadas Barényi foi reconhecido como o mais prolífico inventor da história. Quando aposentou-se em 31 de dezembro de 1972, tinha mais de 2000 patentes, o dobro de Thomas Edison; em 2009 Barényi tinha mais de 2500 patentes.
Barényi morreu em Böblingen.